# P.T.
P.T. (abrégé de Playable Teaser ou bande-annonce jouable en français) est la démo interactive servant la promotion du jeu Silent Hills, s'inscrivant dans la célèbre licence de survival-horror Silent Hill. 
Développé par Kojima Productions et publié par Konami, le jeu a été conçu et dirigé par Hideo Kojima en collaboration avec Guillermo del Toro. 
Disponible en téléchargement gratuit sur le PlayStation Network de la PlayStation 4 le 12 août 2014, P.T. a été retiré après l'annonce de l'annulation de Silent Hills, malgré le succès critique et public de la démo et les efforts des fans pour le rendre à nouveau disponible.

## Système de jeu
Contrairement à la plupart des jeux de la licence Silent Hill, en vue à la troisième personne, P.T. est à la première personne. Le joueur y contrôle un personnage, qui ne lui est pas présenté, reprenant conscience dans une maison hantée, où il est confronté à des événements surnaturels.
Les seules compétences du personnage sont la marche et pouvoir zoomer.
À partir d'une pièce de départ, le joueur peut accéder à un corridor en forme de L, pour progresser il devra résoudre des énigmes, et accomplir des actions précises afin de passer le corridor pour se retrouver dans un corridor similaire avec des énigmes différentes et parcourir ainsi des boucles.
Le personnage ne peut pas attaquer.

## Développement
Pour P.T., Hideo Kojima voulait se démarquer des habituelles vidéos et captures d'écran promotionnelles tout en offrant une expérience de jeu horrifique originale, basé sur le Fox Engine, le moteur de jeu appartenant à Kojima Productions.
P.T. et Silent Hills ne sont pas liés en termes d'histoire ou de personnages. Intentionnellement, les énigmes sont d'un haut niveau de difficulté afin d'offrir une bonne durée de vie au jeu, même si ce dernier a été complété en quelques heures après sa sortie à la surprise de son directeur,. Pour Kojima, le but de P.T. était d'offrir une expérience horrifique différente du gore ou de la violence, comme une préparation au jeu que devait être Silent Hills.

## Réception et analyse
En septembre 2014, Sony a annoncé lors de sa conférence de presse que P.T. a été téléchargé plus d'un million de fois le mois suivant sa sortie. De plus, ce jeu a reçu d'excellents classements et retours dans la presse spécialisée vidéoludique.
L'interminable couloir de P.T. a été l'objet de nombreuses discussions des critiques. Rob Crossley du site GameSpot écrit qu'il induit un sentiment claustrophobique et un environnement familier. Il remarque que si la première partie du couloir crée de la tension, la seconde partie empêche le joueur d'avoir une vue d'ensemble, le renvoyant à sa vulnérabilité.
Le contenu du jeu est ouvert à de multiples interprétations, conduisant les fans à élaborer des théories sur la nature des événements retranscrits dans le jeu,. Pour Voidburger et Bob du podcast TheGreatDebate la diversité d'interprétations possibles est l'un des aspects les plus réussis du jeu et font l'hypothèse en août 2019 que le jeu tout entier est une métaphore du ressentiment de Kojima pour Konami.
Certains commentateurs établissent des parallèles avec l'aspect claustrophobique de l'appartement 302 et les transitions vue à la première/troisième personne de Silent Hill 4. Pour le vidéaste Nostalgeek, l'aspect banal du lieu parcouru illustre, de façon réussie, le concept d'inquiétante étrangeté, développé par Sigmund Freud.

## Postérité
Des allusions à P.T. sont contenues dans un autre jeu de Kojima : Metal Gear Solid V : The Phantom Pain au travers de certains dialogues et du son utilisé dans la bande-annonce de la mission 43,.
En dehors de son créateur, le jeu est source d'inspiration : ainsi, les équipes de développement des jeux Layers of Fear et Visage ont cité l'influence de P.T. sur leurs jeux,,,. Le 26 mai 2020, Dread X Collection, une collection de jeux courts, réalisés par plusieurs équipes, à la façon d'une game jam, indique lui rendre hommage.
Plusieurs portages tentent de recréer le jeu, mais ont immanquablement été retirés par Konami, malgré l'indisponibilité du titre sur le catalogue en ligne de la console PlayStation 4,.